# Fernando Soldevilla
Fernando Soldevilla y Ruiz  (Escalona, 30 de mayo de 1854-Madrid, 5 de abril de 1931) fue un periodista, escritor y político  español.

## Biografía
Nacido en la localidad toledana de Escalona del Alberche el 30 de mayo de 1854, fue redactor de publicaciones como la Linterna, El Día, El Imparcial y La Correspondencia de España (1902), además de corresponsal de gran número de diarios de provincias. También colaboró en La Niñez (1879-), La Gran Vía (1893), Revista Política Ibero-americana (1894), Madrid Cómico, Diario de Bilbao, La Voz y La Esfera, entre otras. Desde 1895 fue autor de El Año Político, una serie de tomos de periodicidad anual en los que recogían los sucesos políticos más importantes. Se le ha descrito como un nacionalista español.
Fue vocal de la primera Junta directiva de la Asociación de la Prensa de Madrid (1895). En el plano político fue diputado a Cortes por los distritos electorales lucenses de Becerrea y Lugo y gobernador civil de las provincias de Granada, Gerona, Segovia y La Coruña. Falleció en Madrid el 5 de abril de 1931, unos días antes de la proclamación de la Segunda República.
Fue autor de títulos como Historia de otras edades, tradiciones en prosa (1883), Joyas de la literatura española, con artículos biográficos y bibliográficos (1885), Verdades y mentiras, poesías (1887), El cura loco, novela histórica contemporánea (1887), Compendio de literatura general y de historia de la literatura española (1895), Leyendas dramáticas. Juez y reo, drama (1900) y Las Cortes de Cádiz (1910).